# 2016-os U17-es labdarúgó-Európa-bajnokság
A 2016-os U17-es labdarúgó-Európa-bajnokságot Azerbajdzsánban rendezik 2016 májusában között 16 csapat részvételével. A tornán 1999. január 1-je után született játékosok vehetnek részt.

## Résztvevők
| Nemzet              | Részvételi jog               | Korábbi részvételek száma (2002 óta) |
| ------------------- | ---------------------------- | ------------------------------------ |
| Azerbajdzsán        | Rendező                      | 0                                    |
| Dánia               | Elitkör, 1. csoport győztese | 3                                    |
| Skócia              | Elitkör, 1. csoport második  | 3                                    |
| Ukrajna             | Elitkör, 2. csoport győztese | 4                                    |
| Anglia              | Elitkör, 2. csoport második  | 10                                   |
| Olaszország         | Elitkör, 3. csoport győztese | 5                                    |
| Bosznia-Hercegovina | Elitkör, 3. csoport második  | 0                                    |
| Németország         | Elitkör, 4. csoport győztese | 8                                    |
| Hollandia           | Elitkör, 4. csoport második  | 9                                    |
| Portugália          | Elitkör, 5. csoport győztese | 5                                    |
| Svédország          | Elitkör, 5. csoport második  | 1                                    |
| Franciaország       | Elitkör, 6. csoport győztese | 9                                    |
| Ausztria            | Elitkör, 6. csoport második  | 4                                    |
| Szerbia             | Elitkör, 7. csoport győztese | 4                                    |
| Belgium             | Elitkör, 8. csoport győztese | 4                                    |
| Spanyolország       | Elitkör, 8. csoport második  | 9                                    |

## Csoportkör
| Színmagyarázat                                                           |
| ------------------------------------------------------------------------ |
| A csoportok első két helyezettje bejutott az egyenes kieséses szakaszba. |
| A csoportok harmadik és negyedik helyezettjei kiestek.                   |

### A csoport
| Csapat       | M | Gy | D | V | G+ | G– | Gk | P |
| ------------ | - | -- | - | - | -- | -- | -- | - |
| Portugália   | 3 | 2  | 1 | 0 | 7  | 0  | +7 | 7 |
| Belgium      | 3 | 1  | 2 | 0 | 3  | 1  | +2 | 5 |
| Azerbajdzsán | 3 | 1  | 1 | 1 | 2  | 6  | –4 | 4 |
| Skócia       | 3 | 0  | 0 | 3 | 0  | 5  | –5 | 0 |

| 2016. május 5. 19:00 |

| Belgium               | 2 – 0               | Skócia |
| --------------------- | ------------------- | ------ |
| Corryn 45' Openda 60' | (0 – 0) Jegyzőkönyv |        |

| Bakcell Arena, Baku Játékvezető: Peter Kralović (szlovák) |

| 2016. május 5. 20:00 |

| Azerbajdzsán | 0 – 5               | Portugália                                                    |
| ------------ | ------------------- | ------------------------------------------------------------- |
|              | (0 – 3) Jegyzőkönyv | Gomes 4' 16' Asadov 24' (öngól) Miguel Luís 44' Fernandes 76' |

| Bakui Olimpiai Stadion, Baku Játékvezető: Bartosz Frankowski (lengyel) |

| 2016. május 8. 15:30 |

| Portugália          | 2 – 0               | Skócia |
| ------------------- | ------------------- | ------ |
| Quina 37' Gomes 55' | (1 – 0) Jegyzőkönyv |        |

| Dalga Arena, Baku Játékvezető: Gunnar Jarl Jónsson (izlandi) |

| 2016. május 8. 19:00 |

| Azerbajdzsán | 1 – 1               | Belgium         |
| ------------ | ------------------- | --------------- |
| Mahmudov 77' | (0 – 0) Jegyzőkönyv | Bongiovanni 72' |

| Bakcell Arena, Baku Játékvezető: Petr Ardeleanu (cseh) |

| 2016. május 11. 16:00 |

| Skócia | 0 – 1               | Azerbajdzsán |
| ------ | ------------------- | ------------ |
|        | (0 – 0) Jegyzőkönyv | Nabiyev 79'  |

| Bakcell Arena, Baku Játékvezető: Svein-Erik Edvartsen (norvég) |

| 2016. május 11. 16:00 |

| Portugália | 0 – 0       | Belgium |
| ---------- | ----------- | ------- |
|            | Jegyzőkönyv |         |

| Dalga Arena, Baku Játékvezető: Ville Nevalainen (finn) |

### B csoport
| Csapat              | M | Gy | D | V | G+ | G– | Gk | P |
| ------------------- | - | -- | - | - | -- | -- | -- | - |
| Németország         | 3 | 2  | 1 | 0 | 9  | 3  | +6 | 7 |
| Ausztria            | 3 | 2  | 0 | 1 | 4  | 4  | 0  | 6 |
| Bosznia-Hercegovina | 3 | 1  | 0 | 2 | 3  | 6  | –3 | 3 |
| Ukrajna             | 3 | 0  | 1 | 2 | 3  | 6  | –3 | 1 |

| 2016. május 5. 14:00 |

| Ausztria            | 2 – 0               | Bosznia-Hercegovina |
| ------------------- | ------------------- | ------------------- |
| Baumgartner 18' 35' | (2 – 0) Jegyzőkönyv |                     |

| Bakcell Arena, Baku Játékvezető: Petr Ardeleanu (cseh) |

| 2016. május 5. 17:00 |

| Ukrajna                 | 2 – 2               | Németország          |
| ----------------------- | ------------------- | -------------------- |
| Yanakov 33' Buletsa 67' | (1 – 1) Jegyzőkönyv | Otto 37' Schreck 74' |

| Bakui Olimpiai Stadion, Baku Játékvezető: Gunnar Jarl Jónsson (izlandi) |

| 2016. május 8. 14:00 |

| Ukrajna | 0 – 2               | Ausztria             |
| ------- | ------------------- | -------------------- |
|         | (0 – 2) Jegyzőkönyv | Schmid 7' Müller 21' |

| Bakcell Arena, Baku Játékvezető: Svein-Erik Edvartsen (norvég) |

| 2016. május 8. 19:00 |

| Németország                          | 3 – 1               | Bosznia-Hercegovina |
| ------------------------------------ | ------------------- | ------------------- |
| Akkaynak 17' (11-esből) Otto 66' 72' | (1 – 1) Jegyzőkönyv | Baack 2' (öngól)    |

| Dalga Arena, Baku Játékvezető: Peter Kralović (szlovák) |

| 2016. május 11. 19:15 |

| Bosznia-Hercegovina | 2 – 1               | Ukrajna     |
| ------------------- | ------------------- | ----------- |
| Hadžić 38' 40+1'    | (2 – 0) Jegyzőkönyv | Kulakov 69' |

| Bakcell Arena, Baku Játékvezető: Fran Jović (horvát) |

| 2016. május 11. 19:15 |

| Németország                                              | 4 – 0               | Ausztria |
| -------------------------------------------------------- | ------------------- | -------- |
| Meisl 3' (öngól) Akkaynak 25' Havertz 32' Dadashov 80+1' | (3 – 0) Jegyzőkönyv |          |

| Dalga Arena, Baku Játékvezető: Mitja Žganec (szlovén) |

### C csoport
| Csapat        | M | Gy | D | V | G+ | G– | Gk | P |
| ------------- | - | -- | - | - | -- | -- | -- | - |
| Svédország    | 3 | 2  | 0 | 1 | 3  | 2  | +1 | 6 |
| Anglia        | 3 | 2  | 0 | 1 | 6  | 3  | +3 | 6 |
| Dánia         | 3 | 1  | 1 | 1 | 2  | 3  | –1 | 4 |
| Franciaország | 3 | 0  | 1 | 2 | 0  | 3  | –3 | 1 |

| 2016. május 6. 19:00 |

| Franciaország | 0 – 0       | Dánia |
| ------------- | ----------- | ----- |
|               | Jegyzőkönyv |       |

| Dalga Arena, Baku Játékvezető: Ville Nevalainen (finn) |

| 2016. május 6. 19:00 |

| Anglia     | 1 – 2               | Svédország   |
| ---------- | ------------------- | ------------ |
| Nelson 62' | (0 – 1) Jegyzőkönyv | Asoro 4' 59' |

| Azersun Arena, Baku Játékvezető: Svein-Erik Edvartsen (norvég) |

| 2016. május 9. 14:00 |

| Dánia             | 1 – 0               | Svédország |
| ----------------- | ------------------- | ---------- |
| Buch Jensen 80+3' | (0 – 0) Jegyzőkönyv |            |

| Bakui Olimpiai Stadion, Baku Játékvezető: Mitja Žganec (szlovén) |

| 2016. május 9. 20:00 |

| Franciaország | 0 – 2               | Anglia                           |
| ------------- | ------------------- | -------------------------------- |
|               | (0 – 1) Jegyzőkönyv | Morris 15' Nelson 43' (11-esből) |

| Azersun Arena, Baku Játékvezető: Fran Jović (horvát) |

| 2016. május 12. 19:00 |

| Svédország    | 1 – 0               | Franciaország |
| ------------- | ------------------- | ------------- |
| Bergqvist 45' | (0 – 0) Jegyzőkönyv |               |

| Azersun Arena, Baku Játékvezető: Bartosz Frankowski (lengyel) |

| 2016. május 12. 19:00 |

| Dánia         | 1 – 3               | Anglia                         |
| ------------- | ------------------- | ------------------------------ |
| Odgaard 80+1' | (0 – 1) Jegyzőkönyv | Nelson 30' Mount 51' Hirst 78' |

| Bakui Olimpiai Stadion, Baku Játékvezető: Peter Kralović (szlovák) |

### D csoport
| Csapat        | M | Gy | D | V | G+ | G– | Gk | P |
| ------------- | - | -- | - | - | -- | -- | -- | - |
| Spanyolország | 3 | 2  | 1 | 0 | 7  | 3  | +4 | 7 |
| Hollandia     | 3 | 2  | 0 | 1 | 3  | 2  | +1 | 6 |
| Olaszország   | 3 | 1  | 0 | 2 | 4  | 6  | –2 | 3 |
| Szerbia       | 3 | 0  | 1 | 2 | 2  | 5  | –3 | 1 |

| 2016. május 6. 14:00 |

| Olaszország          | 2 – 1               | Szerbia        |
| -------------------- | ------------------- | -------------- |
| Scamacca 9' Kean 32' | (2 – 0) Jegyzőkönyv | Maksimović 77' |

| Azersun Arena, Baku Játékvezető: Mitja Žganec (szlovén) |

| 2016. május 6. 15:30 |

| Hollandia | 0 – 2               | Spanyolország       |
| --------- | ------------------- | ------------------- |
|           | (0 – 1) Jegyzőkönyv | Mboula 16' Ruiz 52' |

| Dalga Arena, Baku Játékvezető: Fran Jović (horvát) |

| 2016. május 9. 16:00 |

| Olaszország | 0 – 1               | Hollandia   |
| ----------- | ------------------- | ----------- |
|             | (0 – 0) Jegyzőkönyv | Nunnely 78' |

| Azersun Arena, Baku Játékvezető: Bartosz Frankowski (lengyel) |

| 2016. május 9. 17:00 |

| Szerbia                 | 1 – 1               | Spanyolország |
| ----------------------- | ------------------- | ------------- |
| Joveljić 59' (11-esből) | (0 – 1) Jegyzőkönyv | Ruiz 4'       |

| Bakui Olimpiai Stadion, Baku Játékvezető: Ville Nevalainen (finn) |

| 2016. május 12. 14:00 |

| Spanyolország                             | 4 – 2               | Olaszország                           |
| ----------------------------------------- | ------------------- | ------------------------------------- |
| Díaz 44' García 59' Ruiz 76' Lozano 80+1' | (0 – 0) Jegyzőkönyv | Olivieri 65' (11-esből) Pinamonti 72' |

| Azersun Arena, Baku Játékvezető: Petr Ardeleanu (cseh) |

| 2016. május 12. 14:00 |

| Szerbia | 0 – 2               | Hollandia                    |
| ------- | ------------------- | ---------------------------- |
|         | (0 – 0) Jegyzőkönyv | Ilić 72' (öngól) Vente 80+1' |

| Bakui Olimpiai Stadion, Baku Játékvezető: Gunnar Jarl Jónsson (izlandi) |

## Egyenes kieséses szakasz
|  |               |               |               |               |       |             |             |           |  |  |       |       |       |
|  | Negyeddöntők  | Negyeddöntők  | Negyeddöntők  |               |       | Elődöntők   | Elődöntők   | Elődöntők |  |  | Döntő | Döntő | Döntő |
|  | Negyeddöntők  | Negyeddöntők  | Negyeddöntők  |               |       | Elődöntők   | Elődöntők   | Elődöntők |  |  | Döntő | Döntő | Döntő |
|  | május 14.     |               |               |               |       |             |             |           |  |  |       |       |       |
|  |               |               |               |               |       |             |             |           |  |  |       |       |       |
|  | Portugália    | Portugália    | 5             |               |       |             |             |           |  |  |       |       |       |
|  | Portugália    | Portugália    | 5             | május 18.     |       |             |             |           |  |  |       |       |       |
|  | Ausztria      | Ausztria      | 0             |               |       |             |             |           |  |  |       |       |       |
|  | Ausztria      | Ausztria      | 0             |               |       | Portugália  | Portugália  | 2         |  |  |       |       |       |
|  | május 15.     |               |               |               |       | Portugália  | Portugália  | 2         |  |  |       |       |       |
|  |               |               | Hollandia     | Hollandia     | 0     |             |             |           |  |  |       |       |       |
|  | Svédország    | Svédország    | Hollandia     | Hollandia     | 0     | 0           |             |           |  |  |       |       |       |
|  | Svédország    | Svédország    |               |               |       | 0           | május 21.   |           |  |  |       |       |       |
|  | Hollandia     | Hollandia     | 1             |               |       |             |             |           |  |  |       |       |       |
|  | Hollandia     | Hollandia     | 1             |               |       | Portugália  | Portugália  | 1 (5)     |  |  |       |       |       |
|  | május 14.     |               |               |               |       | Portugália  | Portugália  | 1 (5)     |  |  |       |       |       |
|  |               |               | Spanyolország | Spanyolország | 1 (4) |             |             |           |  |  |       |       |       |
|  | Németország   | Németország   | Spanyolország | Spanyolország | 1 (4) | 1           |             |           |  |  |       |       |       |
|  | Németország   | Németország   | május 18.     |               |       | 1           |             |           |  |  |       |       |       |
|  | Belgium       | Belgium       | 0             |               |       |             |             |           |  |  |       |       |       |
|  | Belgium       | Belgium       | 0             |               |       | Németország | Németország | 1         |  |  |       |       |       |
|  | május 15.     |               |               |               |       | Németország | Németország | 1         |  |  |       |       |       |
|  |               |               | Spanyolország | Spanyolország | 2     |             |             |           |  |  |       |       |       |
|  | Spanyolország | Spanyolország | Spanyolország | Spanyolország | 2     | 1           |             |           |  |  |       |       |       |
|  | Spanyolország | Spanyolország |               |               |       |             |             |           |  |  |       |       |       |
|  | Anglia        | Anglia        | 0             |               |       |             |             |           |  |  |       |       |       |
|  | Anglia        | Anglia        | 0             |               |       |             |             |           |  |  |       |       |       |
|  |               |               |               |               |       |             |             |           |  |  |       |       |       |

### Negyeddöntők
| 2015. május 14. 15:00 |

| Portugália                                          | 5 – 0               | Ausztria |
| --------------------------------------------------- | ------------------- | -------- |
| Gomes 7' (11-esből) 18' 47' Dju 51' Miguel Luís 77' | (2 – 0) Jegyzőkönyv |          |

| Dalga Arena, Baku Játékvezető: Fran Jović (horvát) |

| 2015. május 14. 20:00 |

| Németország  | 1 – 0               | Belgium |
| ------------ | ------------------- | ------- |
| Dadashov 46' | (0 – 0) Jegyzőkönyv |         |

| Dalga Arena, Baku Játékvezető: Gunnar Jarl Jónsson (izlandi) |

| 2015. május 15. 16:00 |

| Spanyolország | 1 – 0               | Anglia |
| ------------- | ------------------- | ------ |
| García 46'    | (1 – 0) Jegyzőkönyv |        |

| Bakcell Arena, Baku Játékvezető: Svein-Erik Edvartsen (norvég) |

| 2015. május 15. 20:00 |

| Svédország | 0 – 1               | Hollandia |
| ---------- | ------------------- | --------- |
|            | (0 – 0) Jegyzőkönyv | Chong 62' |

| Bakcell Arena, Baku Játékvezető: Ville Nevalainen (finn) |

### Elődöntők
| 2016. május 18. 15:00 |

| Portugália          | 2 – 0               | Hollandia |
| ------------------- | ------------------- | --------- |
| Gomes 25' Dalot 56' | (1 – 0) Jegyzőkönyv |           |

| Dalga Arena, Baku Játékvezető: Peter Kralović (szlovák) |

| 2016. május 18. 20:00 |

| Németország  | 1 – 2               | Spanyolország     |
| ------------ | ------------------- | ----------------- |
| Dadashov 11' | (1 – 0) Jegyzőkönyv | Ruiz 64' Díaz 78' |

| Dalga Arena, Baku Játékvezető: Bartosz Frankowski (lengyel) |

### Döntő
| 2016. május 21. 20:00 |

| Portugália                         | 1 – 1               | Spanyolország                         |
| ---------------------------------- | ------------------- | ------------------------------------- |
| Dalot 27'                          | (1 – 1) Jegyzőkönyv | Díaz 32'                              |
| Büntetőpárbaj                      |                     |                                       |
| Gomes Filipe Leite Dalot Fernandes | 5–4                 | Ruiz Busquets Brandariz Díaz Morlanes |

| Bakcell Arena, Baku Játékvezető: Petr Ardeleanu (cseh) |

| A 2016-os U17-es labdarúgó-Európa-bajnokság győztese |
| ---------------------------------------------------- |
| PORTUGÁLIA 6. cím                                    |